# روبرت ديفيس
روبرت ديفيس (بالإنجليزية: Bob Davis)‏ (و. 1950  م) هو لاعب كرة السلة، من الولايات المتحدة، ولد في ذا برونكس، يلعب كلاعب هجوم صغير الجسم.

## التعليم
تعلم في جامعة وبر الحكومية ‏.

## روابط خارجية
- روبرت ديفيس على موقع إن بي أي (الإنجليزية)
- روبرت ديفيس على موقع سبورتس رفرنس (الإنجليزية)
- روبرت ديفيس على موقع كلية كرة السلة في سبورتس رفرنس.كوم (الإنجليزية)
- روبرت ديفيس على موقع ريلجم (الإنجليزية)
- روبرت ديفيس على موقع بروبوليرز (الإنجليزية)